# Peperomia bangii
Peperomia bangii är en pepparväxtart som beskrevs av C. Dc.. Peperomia bangii ingår i släktet peperomior, och familjen pepparväxter. Inga underarter finns listade i Catalogue of Life.